# Сфігмограма
Сфігмограма — неінвазивний метод реєстрації коливань стінок артерій (пульсової хвилі), які виникають внаслідок викиду порції крові із серця під час систоли.
Реєструється у вигляді кривої лінійного графіка. Дає можливість робити висновки про зміни кров'яного тиску в артерії протягом серцевого циклу та про ритм серцевої діяльності. Розрізняють сфігмограми центрального (сонна артерія) і периферійного пульсу (променева, стегнова артерія, артерії гомілки), а також пряму і об'ємну сфігмографію.

## Види
За місцем реєстрації:
- Центральна
- Периферійна[2]

Пряма сфігмографія забезпечує реєстрацію змін на обмеженій ділянці стінки судини з допомогою датчиків, які зафіксовані над судиною що пульсує.
Об'ємною сфігмографією називають запис кривої, яка реєструє сумарні об'ємні зміни в артеріях за допомогою манжетки, розташованої довкола ділянки кінцівки, яка досліджується.[джерело?]
Для запису артеріального пульсу використовують сфігмограф або сфігмографічні приставки, які під'єднуються до електрокардіографа.
При проведенні дослідження обстежуваний знаходиться у положенні лежачи, датчики кріпляться на місці найкращої пульсацій артерії за допомогою гумової стрічки.[джерело?]